# My Leporis
My Leporis (μ Leporis, förkortat My Lep, μ Lep) som är stjärnans Bayerbeteckning, är en ensam stjärna belägen i den västra delen av stjärnbilden Haren. Den har en skenbar magnitud på 3,26 och är synlig för blotta ögat där ljusföroreningar ej förekommer. Baserat på parallaxmätning inom Hipparcosuppdraget på ca 3,8 mas, beräknas den befinna sig på ett avstånd på ca 186 ljusår (ca 57 parsek) från solen.

## Egenskaper
My Leporis är en blå till vit stjärna i huvudserien av spektralklass B9 IV:HgMn, även om ':' anger ett osäkert spektralvärde. Luminositetsklassen IV anger att stjärnan är en underjätte som har förbrukat vätet i dess kärna och är på väg att utvecklas till en jättestjärna. Den har en massa som är ca 3,5 gånger större än solens massa, en radie som är ca 3,4 gånger större än solens och utsänder från dess fotosfär ca 250 gånger mera energi än solen vid en effektiv temperatur på ca 12 800 K.
My Leporis är en misstänkt Alfa2 Canum Venaticorum-variabel med en period på cirka två dygn, även om detta inte har bekräftats. Stjärnans spektrum visar överskott av kvicksilver och mangan, vilket anges av HgMn i spektralklassen. Röntgenstrålning har detekterats från en plats separerad med 0,93 bågsekunder från stjärnan. För det uppskattade avståndet till My Leporis motsvarar detta ett projicerat avstånd på 52 astronomiska enheter. Källan kan vara en följeslagare: antingen en stjärna som ännu inte har nått huvudserien eller en liten lågtemperaturstjärna. Styrkan hos röntgenstrålningen från objektet är (4,4 ± 0,1) × 1029 erg/s.